# Carlo Alberto Viazzi
(Carlo Alberto Viazzi, dal Diario della prigionia)
Carlo Alberto Viazzi (Genova, 22 dicembre 1895 – Genova, 23 ottobre 1952) è stato un militare italiano.
È stato un avvocato, maggiore dei Bersaglieri, Medaglia d'argento al valor militare e Medaglia d'argento al merito civile. Appartenente a famiglia della piccola nobiltà monferrina nacque a Genova il 22 dicembre 1895. Dal padre, il pittore Cesare Viazzi, insegnante all'Accademia Ligustica di Belle Arti, consigliere comunale di Genova dal 1914 al 1918, venne educato a severi principi mazziniani.

## Biografia
Bersagliere, partecipò alla prima guerra mondiale. Fu decorato con la Medaglia di bronzo al Valore militare a Lossan (Treviso) il 20 giugno 1818, perché Comandante di un plotone [...] con ardimentoso slancio contrattaccava ripetutamente il nemico e riprendeva la posizione; e a Piana di Sernaglia (Falzé di Piave) il 27 ottobre 1918, ricevette la Medaglia d'argento al Valore militare perché [...] alla testa della propria compagnia con bella audacia e ardimento apriva il varco all'avanzata. Scorta una mitragliatrice che falciava il fianco con pochi audaci piombava sull'arma...
Prese parte alla campagna di Libia con la I Divisione d'assalto.
Collocato in congedo si laureò in Giurisprudenza ed esercitò l'avvocatura prima a Novi Ligure, poi a Genova.
Come ufficiale di complemento fu richiamato nel 1935 e partecipò alla guerra in Eritrea ben meritando durante il servizio prestato nella Divisione Gran Sasso.
Il Governo coloniale lo incaricò di interpretare usanze e diritto locale nei processi agli indigeni, riconoscendogli di fatto il ruolo di avvocato difensore degli indigeni, ruolo che svolse opponendosi in modo risoluto alle discriminazioni razziali.
Nuovamente richiamato nel 1937 e ancora destinato in Africa Orientale, conseguì merito come Primo Capitano Segretario della Commissione per il decongestionamento del porto di Gibuti. Fu proposto per la croce di cavaliere della Corona d'Italia, ma gli eventi successivi ebbero come conseguenza lo stop della procedura.

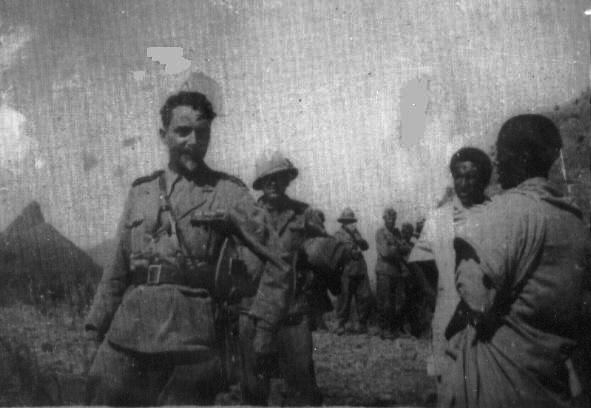
Foto di Viazzi scattata nel 1937 in Africa Centrale

Nel 1939, col grado di Maggiore, fu comandato all'Ufficio Contratti della Direzione Trasporti presso lo Stato maggiore di Addis Abeba e si distinse per l'integerrima difesa dei beni della Amministrazione militare, particolarmente nella questione CITAO (Compagnia Italiana Trasporti Africa Orientale Italiana). Per questa sua azione, alla quale allude la motivazione della Decorazione alla memoria, sopportò offese e una vera e propria persecuzione della quale ebbe riconoscimento solo postumo dalla Repubblica Italiana.
Fatto prigioniero di guerra nel 1941 venne rimpatriato nel 1945.
Anche nei campi di concentramento dimostrò forza d'animo e generosità prodigandosi, come ufficiale e come avvocato, per tutelare i diritti dei prigionieri.
Dopo un breve periodo di riposo, trascorso nella casa paterna a Predosa (Alessandria), riprese l'attività di avvocato in Genova. Morì al tavolo di lavoro a motivo delle invalidità contratte durante il servizio militare.
Venne riconosciuto morto in guerra il 23/10/1952.
L'onorevole Giovanni Spadolini, Presidente del Partito Repubblicano Italiano, ebbe parole di apprezzamento per questo italiano. Carlo Alberto Viazzi difese l'onestà con gesti concreti che sfidavano la prepotenza del potere. In tempi e circostanze che indurivano gli animi, seppe testimoniare la sua umanità e anteporre ad ogni egoismo l'attenzione a chi era più fragile.
Il Decreto presidenziale del 3 giugno 1991 gli ha conferito, alla memoria, la Medaglia d'argento al merito civile con la seguente motivazione datata Territorio Africano 1935 - 1945:
Ufficiale di complemento nella guerra d'Africa, si distinse per il suo impegno di soldato e per la difesa integerrima dei beni dell'Amministrazione militare. Internato in un campo di concentramento, dimostrò grande forza d'animo e generosità nel tutelare i diritti dei prigionieri. Al termine del conflitto mondiale, ripresa l'attività forense, morì per le invalidità contratte durante le campagne di guerra.
Non si ebbe luogo a procedere per la corrispondente Medaglia al Valore civile perché l'istruttoria per tale riconoscimento deve rispettare il termine perentorio di un anno dal compimento dell'atto di coraggio.
La comunicazione della Decorazione alla memoria venne affissa negli Albi pretori dei comuni di Genova e di Predosa.

### Articoli
- Elia Currò Furti, inettitudini e cecità dei proconsoli fascisti, in Il Tribuno del popolo 24/2/1946
- Raffaele Francesca Un genovese in Africa in Il Corriere del Pomeriggio, 28/2/1977
- Berto Ferrari In un diario di prigionia il calvario di un combattente in Patria indipendente, dicembre 1979
- Remo Gatanzano Medaglia al Merito al figlio di Viazzi, in Il Piccolo, Alessandria 16/5/1992
- Elio Lo Presti Una Lockheed anteguerra in Pietre, marzo 1977
- Antonio Mancuso Resistenza e scandali di regime in Il novese, 3/11/1977
- Redazionale Onori ai caduti in Il Lavoro, 4/11/1991
- Redazionale Decorato alla memoria Carlo Alberto Viazzi in La voce alessandrina, 23/5/1992
- Bonaventura Rinaldi Carlo Alberto Viazzi in Equilibrio, novembre 1977.